# Моньитос
Моньитос (исп. Moñitos) — город и муниципалитет на севере Колумбии, на территории департамента Кордова.

## История
Поселение, из которого позднее вырос город, было основано 17 февраля 1740 года.

## Географическое положение
Город расположен в северной части департамента, на берегу бухты Рада Карибского моря, на расстоянии приблизительно 56 километров к северо-западу от города Монтерии, административного центра департамента. Абсолютная высота — 2 метра над уровнем моря.
Муниципалитет Моньитос граничит на юго-западе с территорией муниципалитета Пуэрто-Эскондидо, на юго-востоке и востоке — с муниципалитетом Лорика, на северо-востоке — с муниципалитетом Сан-Бернардо-дель-Вьенто, на северо-западе и западе омывается водами Карибского моря. Площадь муниципалитета составляет 180 км².

## Население
По данным Национального административного департамента статистики Колумбии, совокупная численность населения города и муниципалитета в 2015 году составляла 27 433 человека.
Динамика численности населения муниципалитета по годам:
| 2005   | 2006   | 2007   | 2008   | 2009   | 2010   | 2011   | 2012   | 2013   | 2014   | 2015   |
| ------ | ------ | ------ | ------ | ------ | ------ | ------ | ------ | ------ | ------ | ------ |
| 23 597 | 23 933 | 24 284 | 24 646 | 25 008 | 25 386 | 25 782 | 26 191 | 26 593 | 27 009 | 27 433 |

Согласно данным переписи 2005 года мужчины составляли 52,2 % от населения Моньитоса, женщины — соответственно 47,8 %. В расовом отношении негры, мулаты и райсальцы составляли 76,8 % от населения города; белые и метисы — 22,9 %; индейцы — 0,3 %.
Уровень грамотности среди всего населения составлял 79,9 %.

## Экономика
56,6 % от общего числа городских и муниципальных предприятий составляют предприятия торговой сферы, 35 % — предприятия сферы обслуживания, 7,5 % — промышленные предприятия, 0,9 % — предприятия иных отраслей экономики.

## Транспорт
К югу от города проходит национальное шоссе № 90 (исп. Ruta Nacional 90).